# Shaking (Party People)
"Shaking (Party People)" é um single da cantora brasileira de música pop Kelly Key. Foi lançado em 23 de novembro de 2011, pela Galerão Records e mais tarde foi incluída no álbum No Controle (2015). A faixa foi composta e produzida pelo DJ e músico brasileiro Mister Jam que já havia trabalhado com a cantora anteriormente em "Indecisão (Mr. Jam Remix)" e "O Problema É Meu", que também conta com participação creditada. Sua sonoridade é focada especialmente no pop e house, tendo como temática principal as discotecas, a dominío dos DJs sob o público e a vida noturna.
A canção recebeu críticas positivas como do Portal It Pop, que declarou que a canção era realmente boa e comparou-a à faixas de grupos estadunidenses como Black Eyed Peas e LMFAO, dizendo que Key não perdia para os mesmos. Ou como do portal Virgula, da UOL, que disse que "A música é boa, tem uma batida gostosa e fixa na mente que é uma beleza". No entanto, vários veículos destacaram a inspiração na temática e na produção da faixa em cantoras como Britney Spears e Kesha.
O videoclipe da canção foi gravado durante o dia 27 de dezembro de 2011, em um condomínio em Jacarepaguá, bairro da cidade do Rio de Janeiro, tendo sido produzido pela Galerão Filmes e dirigido por Daniel Lima. Foi lançado em 3 de março de 2012. Vários críticos, como dos portais Papel Pop e Portal It Pop fizeram comparações com os videoclipes "Hold It Against Me" e "Till The World Ends", da cantora estadunidense Britney Spears. Por outro lado, houve críticas negativas declarando que o vídeo de "Shaking", em comparação com os antigos videoclipes da cantora, não era bom.

## Antecedentes
Em 2010 Kelly declarou em matéria para o Virgula, da UOL, que estaria se inspirando no estilo electropop popularizado pelas cantoras Kesha e Lady Gaga para criar seu novo trabalho, porém sem uma data para estreia. Em 28 de agosto de 2011, a cantora declarou que tinha começado a gravar uma faixa em inglês, ainda sem título, para o novo álbum e que vinha fazendo aulas para aprimorar seu inglês: Aguardem, a minha primeira música em inglês está a caminho, nasce semana que vem! Tenho feito aulas e estudado bastante, sou praticamente uma nativa. Ainda em 2011 disse que estaria trabalhando numa nova canção com Paulo Jeveaux, produtor e DJ brasileiro que havia trabalhado com a cantora no álbum 100% Kelly Key. Porém, sem explicações anteriores, disse meses após que o produtor oficial da faixa era Mister Jam. Em 20 de outubro do mesmo ano, ela anunciou da canção, "Shaking".

## Composição e tematica
"Shaking" é uma canção dos gêneros pop e house, sendo inspirado no estilo musical realizado pelas cantoras Kesha, Britney Spears e Lady Gaga, e tendo como temática principal as grandes festas, a dominação da músicas dos DJs sob o público e a vida noturna. Foi produzida pelo DJ e produtor Mister Jam, que trabalhou com a cantora em seus singles anteriores "Indecisão (Mister Jam Remix)" e "O Problema É Meu". Em termos de musicalidade "Shaking (Party People)" é uma canção rápida, com batidas regulares nas estrofes que se intensificam no refrão, aumentando o ritmo da canção, tendo um total de 100 batidas por minuto. Escrita em B Major com uma sequencia G#mj7—E2—G#mj7 em progressão de acordes, a canção permite alcançar notas que vão de F#3 à B4.
Segundo a cantora, a ideia de gravar em inglês surgiu de seu produtor Fabianno Almeida, mais conhecido por seu nome artístico Mister Jam, que a incentivou a se unir à tendência brasileira de gravar em outra língua para adequar-se à música pop estadunidense atual. Key ainda cita como referências a grande aceitação dos brasileiros com canções de língua inglesa
|                                                            |  |  |
| As cantoras Kesha e Lady Gaga foram as inspirações de Key. |  |  |

| “ | "Como fui requisitada para shows em boates, eu pedi para fazer musica em inglês. Eu já conhecia o Fabinho [produtor musical], ele produziu e fez a letra de "Shaking". Ele me mostrou e perguntou se eu queria gravar e eu aceitei. É uma tendência de cantar em inglês. Todo brasileiro está cantando em inglês, até "Ai Se Eu Te Pego", hit de Michel Teló, está em inglês. Eu não falo inglês 100%. Eu faço aulas. Não é fácil pra mim eu estou aprendendo. Não tenho desespero de aprender. É uma necessidade de saber falar. O mais difícil foi a dicção na hora de ter um bom sotaque. Eu não sou americana, eu sou brasileira e não falo como eles." | ” |

## Lançamento
Em 23 de novembro de 2011, o single foi lançado em formato de download digital e para as rádios LGBT, através da Galerão Records, gravadora independente pertencente ao produtor Mister Jam sob o pseudônimo de KT, uma forma de evitar qualquer tipo preconceito de uma cantora pop interpretar músicas eletrônicas. Posteriormente, foi anunciado que a data de lançamento da canção para todas as rádios seria 2 de dezembro do mesmo ano, junto com seu videoclipe e a estreia de seu novo website, porém acabou sendo adiado para o próximo ano. Apenas em 14 de fevereiro de 2012, a canção foi lançada em no Brasil junto com um teaser de seu videoclipe como estimulo às execuções da faixa.

## Recepção da crítica
| |  |  |
| "Shaking" foi comparada pelos críticos à canções da dupla LMFAO e do grupo Black Eyed Peas pela produção da faixa ligada à música eletrônica. |  |  |

"Shaking" recebeu críticas positivas, como do portal It Pop, que declarou que Kelly Key finalmente havia deixado de lançar músicas com o "pop chato, grudento e politicamente correto" para investir em canções de língua inglesa, acrescentando que a canção era realmente boa. O portal Stereo Beat disse que a canção está impressionando o público, destacando o produtor da faixa, Mister Jam, o mesmo feito pelo Web Intensidade, que destacou a batida forte da canção e acrescentou que o estilo escolhido por Kelly Key foi inimaginável. Algumas críticas destacaram especialmente os arranjos e o estilo house da faixa, como no Paper Blog, que comparou-a às canções feitas pela cantora estadunidense Kesha, e na página Virgula, da UOL, que disse que "A música é boa, tem uma batida gostosa e fixa na mente que é uma beleza".
O Fica Quietinho declarou que a cantora fez uma boa escolha ao mudar das composições como "vem aqui que agora eu tô mandando" (em referência à sua canção "Cachorrinho") e "me ganhou com esse jeito de menino" (em referência à sua canção "Adoleta") para o inglês em "don't stop shaking", acrescentando que muitas pessoas à comparariam à cantora Wanessa, porém que os novos rumos poderiam dar certo. O portal ainda disse que Kelly Key modificou completamente o visual, dizendo que ficou "mais provocante e sensual" e destacou suas apresentações que se transformaram. Em uma segunda crítica no lançamento do videoclipe, o Portal It Pop comparou a faixa aos trabalhos que o Black Eyed Peas, LMFAO, Kesha e Britney Spears vinham mostrando em seus últimos trabalhos, dizendo que Key não perdia para os mesmos e acrescentando ainda que o refrão de "Shaking" era mais grudento e viciante que o da canção "Tik Tok" (de Kesha).

## Vídeo musical

### Antecedentes
Em 20 de outubro de 2011, Kelly Key anunciou que entraria em processo de gravação do videoclipe da canção, descrevendo-o como uma "superprodução" prevista para novembro de 2011. Porém com o atraso de sua produção e das viagens realizadas pela cantora, a gravação do videoclipe acabou sendo adiado. Em 24 de dezembro, a produção da cantora escolheu cerca de vinte fãs para participarem do videoclipe, anunciados no Twitter, sendo que as gravações ocorreram em 27 de dezembro do mesmo ano em um condomínio em Jacarepaguá, bairro do Rio de Janeiro. Em 14 de fevereiro, com o lançamento oficial da faixa, foi liberado um teaser contendo alguns segundos do vídeo, que alcançaram 85 mil visualizações no website de vídeos Youtube em apenas uma semana. O videoclipe foi prodizido Galerão Filmes e a direção foi realizada por Daniel Lima. O videoclipe foi lançado em 3 de março de 2012.

### Sinopse
O videoclipe se inicia com Kelly Key subindo as escadas que dão em uma house party, uma festa ocorrendo dentro de uma casa, onde um DJ toca para o público. A cantora se mostra com cabelos louros pouco abaixo da altura ombro, pele bronzeada e extremamente maquiada na cor dourada. A cena seguinte revela a cantora em um fundo de pedras cantando, dançando e se acariciando com a parede rochosa enquanto interpreta a canção, sendo que cenas no mesmo local aparecem diversas vezes intercaladas com outras durante todo o vídeo. Em outro local, uma Key morena vestida com uma calça justa e um top preto repleto de detalhes com rebites e correntes prateadas sobrepostas a um casaco de cor clara, se prepara para coreografar a canção com seus dançarinos em um salão cercado por portas de madeira totalmente esfumaçado e cheio de luzes. 

Capturas de ecrã do videoclipe

De volta para sua personalidade loura, a cantora observa várias pessoas se beijando durante a festa e acaba também beijando um rapaz que lhe agrada, largando logo após e indo a busca de um novo desafio. Um casal dança junto, quando Key se aproxima e sinaliza para a garota ir embora, ficando assim com seu aparente namorado. Intercalado a tudo mostra-se cenas de pessoas dançando solitárias em um fundo esfumaçado e, em outro momento, a cantora em sua terceira personalidade como DJ da festa. Em rápidos flashes são mostrados cenas beijando seu terceiro rapaz, que passa a mão por todo seu corpo, e, na sua personalidade como DJ, tirando seu casaco e rodando-o para jogar para o público da festa, mixando a partir de então apenas usando um pequeno top preto.
Cercada por dois dançarinos vestidos e dois sem camisa, aparece também vestida com corpete e meia-calça pretos dançando em um cômodo claro sem que haja mais ninguém dentro da casa, onde canta interpretação a canção para as câmeras e faz toda coreografia. Com o mesmo visual a cantora aparece durante o interlúdio do último refrão sendo acariciada e lambida por seus dançarinos, demonstrando domina-los. Voltando à sua cena como DJ, puxa um coro com o público da festa para "don't stop shaking" antes de ser ajudada à levar todos os equipamentos para o lado de fora da casa. Kelly passa por todos os convidados sorrindo e cumprimentando, levando todos consigo para à beira da piscina onde continuará a festa. Em sua conclusão o vídeo mostra a cantora abrindo uma grande porta e saindo em meio a fumaça em direção à câmera, cortando para as cenas de todas suas personalidades dançando cada uma à seu jeito antes de terminar a canção.

### Recepção
Andrey Verdramin do portal Fica Quietinho fez críticas positivas ao dizer que no vídeo, a cantora consegue seduzir todos na festa, acrescentando que ela "mostra quem é que manda e don't stop shaking". Já o site EGO, da Globo.com, declarou que a cantora "voltou com tudo" e destacou as cenas "para lá de quentes". O portal R7 de notícias fez uma breve analise das cenas do vídeo e terminou com uma comparação entre os rumos de música eletrônica que a cantora seguiu com os mesmos da intérprete Wanessa. Yuri Lopes do O Blog da Lista declarou que com o trabalho, Key lança tendência dançando ao lado de dançarinos suados e comparou o bronzeamento artificial de sua personagem no vídeo, embora muitos não gostaram, segue uma linha adotada por dois dos maiores estilistas de todos os tempos, Giorgio Armani e Donatella Versace. O Omega Hitz declarou que Kelly "aparece fatal e arrasando em uma "festinha" particular com direto a pegação", acrescentando que o vídeo lembra "I'm A Slave 4 U", de Britney Spears. O Papel Pop deu avaliação positiva ao trabalho dizendo que nele acontece tudo que o publico gosta: "pegação, perucão loiro e muito suor", descrevendo a cantora como "safadinha" no vídeo e comparando-a à Britney Spears.
| “ | Uma loira dançando num lugar obscuro, bem suadinha, sensualizando demais, cantando em inglês e muito animada. Talvez você vá achar que está vendo aquele clipe de Britney Spears, "Till the World Ends", mas não se engane. A moça é brasileira mesmo. | ” |

Por outro lado Édipo Barreto da página de entretenimento Que Delícia, Né Gente? fez críticas negativas dizendo apenas que "o vídeo é tão tosco, mas tão tosco, que até diverte", acrescentando que Key já havia mostrado que sabia como fazer bons vídeos como em "Baba", "Cachorrinho" e "Adoleta", porém não seguiu a linha no novo trabalho. Gui Tintel do Portal It Pop também avaliou o videoclipe negativamente, declarando que todos esperavam que Key se igualasse ao trabalho inspirado em cantores internacionais, que a cantora Wanessa vem fazendo, porém para o portal isto não ocorreu, uma vez que não houve roteiro e a ideia era apenas dançar. Ainda é dito que, ao lançar o teaser, ele lembrou os videoclipes "Hold It Against Me" e "Till The World Ends", da cantora estadunidense Britney Spears, porém o videoclipe inteiro, não era o mesmo que o teaser mostrava.

## Lista de faixas
| Download digital |                          |                  |            |         |  |
| N.º              | Título                   | Compositor(es)   | Produtor   | Duração |  |
| 1.               | "Shaking (Party People)" | Fabianno Almeida | Mister Jam | 3:31    |  |

## Histórico de lançamento
| País   | Data                    | Formato(s)       | Gravadora       |
| ------ | ----------------------- | ---------------- | --------------- |
| Brasil | 23 de novembro de 2011  | Download digital | Galerão Records |
| Brasil | 14 de fevereiro de 2012 | Airplay          | Galerão Records |